# 잔 코시르
잔 코시르(Zan Kosir, 1986년 12월 4일~)는 슬로베니아의 남자 스노보드 선수이다. 2014년 2월 19일 소치 동계올림픽남자 스노보드 평행대회전(Parallel Giant Slalom)에서 동메달을 획득했다.

## 성적

### 올림픽
| 년도 | 대회일   | 장소          | 종목            | 결과 | 메달 |
| ---- | -------- | ------------- | --------------- | ---- | ---- |
| 2010 | 2월 27일 | 캐나다 밴쿠버 | 남자 평행대회전 | 6위  | -    |
| 2014 | 2월 19일 | 러시아 소치   | 남자 평행대회전 | 3위  |      |
| 2014 | 2월 22일 | 러시아 소치   | 남자 평행회전   | 2위  |      |
| 2018 | 2월 24일 | 대한민국 평창 | 남자 평행대회전 | 3위  |      |